# ドレスデン美術館
ドレスデン国立美術館（ドレスデンこくりつびじゅつかん、ドイツ語: Staatliche Kunstsammlungen Dresden）は、ドイツのドレスデンにある美術館である。ドイツ語名のStaatliche Kunstsammlungen Dresdenは「国立美術収集館」の意であるが、ドイツ連邦共和国立ではなくザクセン州立である。ラファエッロ、ジョルジョーネをはじめとするヨーロッパの古典絵画を展示する古典絵画館 (Gemäldegalerie Alte Meister) と、19世紀から20世紀の絵画を集めた近代絵画館 (Galerie Neue Meister) のほか、陶磁器コレクション、古代彫刻コレクション、「緑の丸天井（グリーン・ヴォールト）」（ザクセン王家の宝物館）など、ドレスデン市内にある計12の博物館を含んでいる。日本語では「ドレスデン国立美術館」「ドレスデン絵画収集館」などと訳される場合もある。本項では、日本における特別展の名称などにしばしば使われる「ドレスデン国立美術館」という名称を使用することとする。
ザクセン王国の古都・ドレスデンは第二次世界大戦で街の大部分が破壊されたが、ツヴィンガー宮殿をはじめとする壮麗なバロック建築は復元・修復され、「バロックの都」の面影を伝えている。ドレスデン美術館の基礎となるコレクションは、16世紀のザクセン選帝侯の時代から始まっているが、コレクションが強化されたのは18世紀のフリードリヒ・アウグスト1世（アウグスト強健王）の時代である。アウグスト強健王が1711年から1728年にかけて十数年をかけて建立したツヴィンガー宮殿は、ドイツの後期バロック建築の代表作として知られる。同宮殿は、第二次世界大戦で破壊されたが、1960年までに復興され、往時と変わらぬ姿をとどめている。
ツヴィンガー宮殿には、アウグスト強健王によるコレクションである中国製陶磁、日本の古伊万里やドイツのマイセン陶磁が約30,000点収蔵されていることで知られる。日本の「柿右衛門様式」の分類は、1721年に、呼称は別として、このコレクションによって行われていたことが指摘されている。
ツヴィンガー宮殿には1855年に公開された「古典絵画館」（アルテ・マイスター絵画館）があり、ジョルジョーネの『眠れるヴィーナス』やラファエッロの『サンシストの聖母』などルネサンスやバロックの名画が展示されている。世界に30数点しか残っていないフェルメールの作品が2点所蔵されている。
ドイツ観念論哲学者のヘーゲル、シェリング、フィヒテ、及びゲーテらが「美論」形成のために親しく鑑賞したのは高々このコレクションでしかない。この絵画コレクションは収集の経緯からヴェネツィア派絵画に偏重していることは今日では周知のことであるが、ヘーゲルら観念論哲学者たちは気付いていなかった。その為、彼らの「美論」に独特な偏重が確認できるのは、このコレクションの特性によることが指摘されている。
一方、19世紀から20世紀のドイツの絵画、フランスの印象派絵画などを集めた「近代絵画館」（ノイエ・マイスター）は、ツヴィンガー宮殿の東方に位置するアルベルティヌムにある。アルベルティヌムはもともと武器庫として16世紀に建てられたものである。なお、アルベルティヌムにあったザクセン王家の宝飾品コレクション「緑の丸天井」 (Grünes Gewölbe) は、2004年から市内のレジデンツ城に移転している。

## 主な収蔵品
- 古典絵画館
  - ラファエッロ『システィーナの聖母』（1512年-1514年頃）
  - ジョルジョーネ『眠れるヴィーナス』（1510年-1511年頃）
  - プッサン『フローラの王国』（1631年）
  - フェルメール『窓辺で手紙を読む女』（1657年頃）
- 近代絵画館
  - フリードリヒ『山上の十字架』（1808年）

## 日本において
- 1974年に国立西洋美術館と京都国立博物館にて『ドイツ民主共和国ドレスデン国立美術館所蔵　ヨーロッパ絵画名作展』が開催された。
- 1975年に開催された新幹線博多開通記念 福岡大博覧会のパビリオン「ドレスデン美術館」で館蔵の古伊万里やマイセンなど158点が展示された[3]。閉幕後、京都（京都高島屋）、佐賀（佐賀県立博物館[4]）、東京（日本橋高島屋）、名古屋（名鉄百貨店）で巡回展示された[5]。
- 1993年、佐賀県有田町に開園した有田ポーセリンパーク[6]のメイン・パビリオンとしてツヴィンガー宮殿の王冠門部分が再現された。これは、ザクセン選帝侯アウグスト強健王の下で誕生したマイセン磁器と古伊万里との歴史的影響関係に基づく有田町とマイセン市との姉妹都市提携、並びに強健王が収集した約4,000点に及ぶ古伊万里を収蔵するドレスデン国立美術館との関連性により、ドレスデン市当局の協力の下に建造された。有田に再現されたツヴィンガー宮殿は、博物館法に定める博物館相当施設である。
- 1993年に有田ポーセリンパークにて『ドレスデン国立美術館所蔵による 海を渡った古伊万里展』が開催された。
- 1995年に有田ポーセリンパークにて『ドレスデン国立美術館所蔵 マイセン古陶磁の輝き展』が開催された。
- 2005年に国立西洋美術館と兵庫県立美術館にて『ドレスデン国立美術館展』が開催された。